# داني ويب (متسابق دراجات نارية)
داني ويب (بالإنجليزية: Danny Webb)‏ مواليد 22 مارس 1991 في كنت، إنجلترا، هو متسابق دراجات نارية بريطاني. نافس في سباقات بطولة العالم لفئة 125 سي سي. كما شارك في بطولة العالم للسوبرسبورت.

## وصلات خارجية
- داني ويب على موقع MotoGP.com (الإنجليزية)
- داني ويب على موقع WorldSBK.com (الإنجليزية)

- الموقع الإلكتروني